# Candidiopotamon guangdongense
Candidiopotamon guangdongense е вид десетоного от семейство Potamidae.

## Разпространение и местообитание
Видът е разпространен в Китай (Гуандун).
Обитава скалистите дъна на сладководни басейни, морета, реки и потоци.

## Описание
Популацията на вида е стабилна.